# Josep Duran i Noguera
Josep Duran i Noguera (Sabadell, 8 de juliol de 1951) és un nedador català.
Es va fer soci del Club Natació Sabadell el 12 de febrer de 1960 perquè els seus pares volien que fes esport. Va participar en els Jocs Olímpics de Mèxic el 1968 i va formar part de l'equip de 4 x 400 estils, amb el qual va entrar a la final. Aquesta gesta li va merèixer ser distingit amb la medalla d'or de l'esport de l'Ajuntament de Sabadell.